# 破毒強人
《破毒強人》（英語：Narcotics Heroes），是香港電視廣播有限公司及優酷信息技術（北京）有限公司拍攝製作的時裝警匪電視劇，強人系列第四部曲，由陳豪、胡定欣、蕭正楠及張曦雯領銜主演，並由何廣沛、郭柏妍、張寶兒、蔣志光、朱智賢、曹永廉及馬貫東聯合演出，編審黃偉強，監製羅永賢。出品人為謝穎及許濤。
此劇是2022年香港國際影視展推介劇集之一及2023 TVB年中節目巡禮八部劇集之一。由「大班冰皮月餅」贊助。
LiTV 線上影視2023年8月2日起，同步更新上架。北美TVB官方串流平台由TVBAnywhere North America 2023年7月31日起同步更新[7]。

## 播出時間
| 頻道                       | 所在地               | 首播日期              | 播出時間／備註 |
| -------------------------- | -------------------- | --------------------- | --- |
| 優酷視頻                   | 中国大陆             | 2023年7月26日         | VIP會員下午六時首更五集，連更十天，8月7日起週一至週五每天更新一集；8月7日起非VIP會員首更一集，連更十天，週一至週五每天更新一集 |
| TVB Anywhere North America | 美国                 | 2023年7月31日         | 星期一至五 20:00 |
| 翡翠台                     | 香港                 | 2023年7月31日至9月8日 | 星期一至五 20:30 |
| 翡翠台                     | TVB Anywhere服務地區 | 2023年7月31日至9月8日 | 星期一至五 20:30 |
| Astro AOD                  | 马来西亚             | 2023年7月31日至9月8日 | 星期一至五 20:30 |
| Astro VOD服務地區          | 马来西亚             | 2023年7月31日         | 每週一至週五晚上八時更新一集                                                                                                   |
| LiTV 線上影視              | 臺灣                 | 2023年8月2日          | 每週三至週日更新 |

## 故事大綱
大毒梟文華（陳豪飾）曾掌控全港過半以上毒品生意。為打擊這名頭號毒梟，毒品調查科安插行動組臥底葉浩天（蕭正楠飾）在華身邊，最終華被最信任的浩天出賣而入獄。
浩天的卧底身份在華被捕前一刻被揭露，遭華注射大量可卡因欲殺之。浩天的性命最後雖被救回，但因大腦受損害，自此失去情感、恐懼和同情心，甚至對同是警察的愛人丁若寧（張曦雯飾）也失去愛的感覺，最終分手。浩天後來被調至失踪人口調查科，在同僚眼中，他是一名不合群的「怪咖」，終日埋首失踪人口調查工作。
華入獄後一直要求單獨囚禁，希望能安靜看書。
10年後，在獄中的華接受網台記者林可兒（張寶兒飾）採訪，言談間為過往的所作所為後悔不已。華後來被證實患上末期肺癌，特區政府基於人道理由讓華假釋。此時，兩名毒品調查科警員先後被殺，案件更涉及毒販滲透警隊問題，任職毒品調查科的若寧要求浩天參與調查此案，而浩天直指是剛出獄的華所為。
表面上，華出獄後與販毒生意一刀兩斷，但他卻暗中找來任職外賣速遞員的啞巴徐安樂（何廣沛飾）替他處理網上毒品經銷，再找來任職投資銀行高層的舊愛章琳（胡定欣飾）助他透過股票市場洗黑錢。華希望利用他有限的時間來建構新世界……

## 演員表

### 販毒集團
- 於第30集出現被瓦解假象。

| 演員           | 角色   | 暱稱／關係 |
| 黃俊豪（青年） | 文 華  | 文華哥、文叔叔（徐安好專稱） 大毒梟，視販毒為遊戲 「雋華」樓上書店老闆 於十年前入獄，被判終身監禁 鄭福田之拍檔，與其面和心不和，後徹底反目 章琳之前男友兼合作對象，對其仍有感情，並視之為能夠信任的兩人之一 葉浩天死敵，於十年前得知其臥底身分後對其注射大量 徐安樂之合作對象，視之為能夠信任的兩人之一，後視他為朋友及家人 林可兒之訪問對象，初時曾為朋友，後反目 鄧彪之死敵 在出獄前利用沈淑賢向杜飛傳話，以佈局打擊鄭福田及報復葉浩天 在出獄後向外界表示絕不再販毒，實為利用網上競投拍賣毒品，並在股票市場洗黑錢及利用世代物流運毒 於第1集確診患有末期肺癌 於第2集在羈留病房企圖自殺，於同集獲特赦出獄 於第8集與章琳及徐安樂達成販毒計劃 於第16集僱人打劫囚車，以解救杜飛 於第17集改變主意追殺杜飛，最後在天台將他掐死並投進水缸 於第17集起由於癌細胞擴散至腦部，經常出現幻覺看見沈淑賢與杜飛 於第20集為救徐安好而答應與鄭福田合作販毒，後於第22集與警方合作 於第23集因未能救回徐安好及連累章琳失去一億現金而企圖跳樓自殺，後被章琳阻止 於第24集幫助章琳埋葬楊敬才屍體，後被警方以懷疑與鄭福田合作販毒而拘留 於第25集從葉浩天口中得知，鄭福田在十年前沒有將警察圍伏一事告知自己而導致被捕，後安排徐安樂匿名以高價競投鄭福田的毒品 於第25集向警方透露鄭福田藏身之處以換取被釋放，後搶先警方一步找到鄭福田並將他槍殺 於第26集運走鄭福田的毒品，於同集識穿楊尚榮為臥底，並買兇殺害對方 於第27集販賣鄭福田的毒品 於第28集為擾亂毒品調查科而在丁若寧車上安裝炸彈 於第30集威脅引爆粉塵爆炸迫使葉浩天、章琳與徐安樂離開，隨後引爆並放置大巴之屍體於單位內，實為假死 於第30集交代為製造籌碼讓章琳及徐安樂減刑而以張強的身份與葉浩天聯絡，並提供線索供警方拘捕自己，於同集與葉浩天搏鬥後因癌症去世，死在葉浩天懷裡 |
| 陳 豪          | 文 華  | 文華哥、文叔叔（徐安好專稱） 大毒梟，視販毒為遊戲 「雋華」樓上書店老闆 於十年前入獄，被判終身監禁 鄭福田之拍檔，與其面和心不和，後徹底反目 章琳之前男友兼合作對象，對其仍有感情，並視之為能夠信任的兩人之一 葉浩天死敵，於十年前得知其臥底身分後對其注射大量 徐安樂之合作對象，視之為能夠信任的兩人之一，後視他為朋友及家人 林可兒之訪問對象，初時曾為朋友，後反目 鄧彪之死敵 在出獄前利用沈淑賢向杜飛傳話，以佈局打擊鄭福田及報復葉浩天 在出獄後向外界表示絕不再販毒，實為利用網上競投拍賣毒品，並在股票市場洗黑錢及利用世代物流運毒 於第1集確診患有末期肺癌 於第2集在羈留病房企圖自殺，於同集獲特赦出獄 於第8集與章琳及徐安樂達成販毒計劃 於第16集僱人打劫囚車，以解救杜飛 於第17集改變主意追殺杜飛，最後在天台將他掐死並投進水缸 於第17集起由於癌細胞擴散至腦部，經常出現幻覺看見沈淑賢與杜飛 於第20集為救徐安好而答應與鄭福田合作販毒，後於第22集與警方合作 於第23集因未能救回徐安好及連累章琳失去一億現金而企圖跳樓自殺，後被章琳阻止 於第24集幫助章琳埋葬楊敬才屍體，後被警方以懷疑與鄭福田合作販毒而拘留 於第25集從葉浩天口中得知，鄭福田在十年前沒有將警察圍伏一事告知自己而導致被捕，後安排徐安樂匿名以高價競投鄭福田的毒品 於第25集向警方透露鄭福田藏身之處以換取被釋放，後搶先警方一步找到鄭福田並將他槍殺 於第26集運走鄭福田的毒品，於同集識穿楊尚榮為臥底，並買兇殺害對方 於第27集販賣鄭福田的毒品 於第28集為擾亂毒品調查科而在丁若寧車上安裝炸彈 於第30集威脅引爆粉塵爆炸迫使葉浩天、章琳與徐安樂離開，隨後引爆並放置大巴之屍體於單位內，實為假死 於第30集交代為製造籌碼讓章琳及徐安樂減刑而以張強的身份與葉浩天聯絡，並提供線索供警方拘捕自己，於同集與葉浩天搏鬥後因癌症去世，死在葉浩天懷裡 |
| 蔣志光         | 鄭福田 | 福田哥 大毒梟 「漁夫Bar」老闆／「大龍鳳」酒樓老闆兼廚師／「康福建材」老闆 文華之拍檔，十年前向文華隱瞞葉浩天卧底身份導致文華被捕，之後接管文華販毒生意 與文華面和心不和，後徹底反目 於第4集因擔心文華奪回販毒集團控制權而意圖殺死他，後因文華表示不再參與販毒生意而取消計畫 於第9集指使杜飛派人殺死羅勇 於第10集因涉嫌串謀或唆使謀殺而被拘留 於第11集被起訴，後被保釋 於第12集指使梁智釗殺死杜飛 於第14集得知文華救走杜飛而與他反目，後被撤銷保釋 於第16集因沈淑賢攬罪上身及自殺而被釋放，後前往台灣 於第19集回港為妻子報仇，後綁架徐安好以要脅文華 於第20集在運走徐安好的車上安裝炸彈，企圖炸死葉浩天，後失敗 於第21集指使老鬼僱人到醫院殺害葉浩天，後再次失敗 於第23集發現販毒交易敗露後逃走，並被警方凍結所有資金及通緝 於第24集僱人殺害葉浩天及丁若寧，後於第25集接受章琳的條件而終止刺殺，於同集被文華槍殺 |
| 馬貫東         | 杜 飛  | 飛哥、阿飛 毒販 「漁夫Bar」負責人 鄭福田之手下，後反目 文華之前手下，多年前因曾被他所救，對文華忠心耿耿，並暗中協助他打擊鄭福田及報復葉浩天 於第1－4集禁錮陳子波，並砍下其一隻手及一隻耳朵，於第4集在陳子波死後將其屍體扔進漁塘 於第5集將鄭志明推下樓令他墮樓身亡 於第9集獲鄭福田安排接管石一東之生意 於第12集被梁智釗追殺，並被其用霰彈槍打傷，後逃走 於第13集槍殺梁智釗 於第14集在藏匿的石屋安裝炸彈，企圖炸傷警方，後在逃走時被捕 於第16集受文華安排承認控罪 於第17集因囚車遇劫而逃脫，但因文華改變主意欲殺他而與對方反目，於同集脅持章琳以要脅文華，後被章琳用磚頭砸暈，最後在天台上被文華掐死及抛屍水箱 於第18集起在文華的幻覺中出現 於第19集其屍體被發現 |
| 李家鼎         |        | 老鬼 毒販 鄭福田之手下 文華之前手下 於第21集僱人到醫院殺害葉浩天，後於第22集失敗 於第23集在販毒交易敗露後因汽車爆炸而身亡 |
| 何啟南         | 石一東 | 花灑 毒販 鄭福田之手下，後反目 文華之前手下 於第8集被捕，於同集謊稱章琳曾懷有葉浩天之子 於第24集已入獄，後以為自己收取葉浩天一千萬線人費（實為偽造），而透露鄭福田的毒品貨倉位置 |
| 彭懷安         | 梁智釗 | 黑仔 毒販 鄭福田之手下 文華之前手下 於第8集在警方圍捕期間被葉浩天放走，後於第10集被葉浩天威脅與他合作及安裝竊聽器 於第12集受鄭福田指使追殺杜飛，但失敗，後在被警方追捕時開槍打傷丁若寧 於第13集被杜飛槍殺 |
| 容天佑         | 羅 勇  | 阿勇、勇仔 杜飛之手下 丁若寧之線人 於第9集因線人身份暴露而被鄭福田指使人駕車撞死 |
| 余應彤         | 大 巴  | 鄭福田、文華之手下 於第30集試圖偷走文華的毒品時被其發現，後被其勒死 |
| 章景恆         | 炮 仗  | 鄭福田、文華之手下 |
| 譚坤倫         | 八 兩  | 鄭福田、文華之手下 |
| 程浩駿         |        | 鄭福田、文華之手下 |
| 吳展驊         |        | 鄭福田、文華之手下 |
| 譚焯昇         |        | 鄭福田、文華之手下 |
| 鄧智堅         |        | 鄭福田、文華之手下 |
| 布樂文         |        | 鄭福田、文華之手下 |
| 孖 八          |        | 鄭福田、文華之手下 |
| 謝可逸         |        | 鄭福田、文華之手下 |
| 黃耀煌         |        | 鄭福田、文華之手下 |
| 鄭健樂         |        | 鄭福田、文華之手下 |
| 李鉅峰         |        | 鄭福田、文華之手下 |
| 簡家麟         |        | 鄭福田、文華之手下 |
| 陳戩浩         |        | 鄭福田、文華之手下 |

### 香港警務處

#### 西九龍毒品調查科
| 演員   | 角色   | 暱稱／關係 |
| 陳嘉輝 | 周耀國 | 周Sir 總警司 丁若寧、葉浩天之上司 |
| 張曦雯 | 丁若寧 | Jackie、阿Dam 行動A組高級督察 鄧彪之女 周耀國之下屬 葉浩天之前女友兼上司，仍然愛著他，後復合 章琳之情敵 於第12集在追捕梁智釗時被他開槍打傷，因身穿防彈衣而無恙 於第24集得知鄭福田打算僱人殺死自己及葉浩天 於第25集被鄭福田僱用的殺手開槍打傷，因身穿防彈衣而無恙 於第27集與葉浩天復合 於第28集駕車時得知車上被文華安裝炸彈 於第29集在拆彈剪線前支走葉浩天，後因不信文華提供的拆彈方法，剪錯電線，導致炸彈爆炸而身亡 |
| 蕭正楠 | 葉浩天 | 葉Sir、阿天、天（丁若寧專稱） 真正的「破毒強人」 行動A組督察 周耀國之下屬 丁若寧之前男友兼下屬，後復合 文華之前手下兼死敵 章琳之暗戀對象，於十年前被文華安排保護她 楊尚榮之學堂同期 十三年前曾在文華身邊擔任臥底達三年，十年前因被陳子波出賣而卧底身份被揭露，被文華注射大量可卡因，導致其大腦杏仁體受損而失去情感，並因此與丁若寧分手，後被調到失蹤人口調查組 於第2集因陳子波失蹤案而暫時被調回毒品調查科 於第4集因被鄭志明栽贓嫁禍與陳子波失蹤及可卡因失竊案有關而被拘留，後於第5集被釋放 於第20集被炸傷，於同集接受手術，後康復 於第22集與章琳在醫院被老鬼僱用的殺手追殺時手臂中槍，後無大礙 於第24集得知鄭福田打算僱人殺死自己及丁若寧 於第26集起被神秘人張強聯絡，對方稱能協助他抓捕文華 於第27集重新接受丁若寧對自己之愛意，並與她復合 於第28集正式申請調回毒品調查科，於同集從張強口中得知文華在丁若寧車上安裝炸彈 於第29集在拆彈時在車上陪伴丁若寧時終於發現自己仍然愛著對方，其後被對方支走，最後目睹對方被炸死 於第30集發現張強的真實身分為文華，於同集利用章琳引文華出現，最後與文華搏鬥後，文華死於他的懷中 |
| 韋家雄 | 陳子波 | 波哥、阿波 行動A組警長 丁若寧、葉浩天之下屬 十年前曾在文華身邊擔任臥底，後被鄭福田發現其臥底身份，在嚴刑迫供下供出葉浩天為警方臥底 於第1集因被杜飛要脅而替其偷回可卡因，在遭遇車禍後被對方禁錮，並被砍下一隻手和一隻耳朵 於第4集因傷口感染而身亡，其屍體被杜飛扔進漁塘 於第6集其屍體被發現 |
| 張韡騰 | 鄭志明 | 明哥 行動A組警長 丁若寧、葉浩天之下屬 因炒孖展輸錢而被杜飛要脅陷害葉浩天 於第5集在電話中向丁若寧自首，後被杜飛推下樓而身亡 |
| 陳國峰 | 鄧繼光 | 細燈 行動A組警員 丁若寧、葉浩天之下屬 |
| 李善恆 | 黃少德 | 德仔 行動A組警員 丁若寧、葉浩天之下屬 |
| 周麗欣 | 徐曉蕾 | Rita 行動A組警員 丁若寧、葉浩天之下屬 |
| 倪嘉雯 | 江巧儀 | Ivy 行動A組警員 丁若寧、葉浩天之下屬 於第25集一度被鄭福田僱用的殺手挾持 |
| 廖家爵 | 呂啓正 | 阿正 行動A組警員 丁若寧、葉浩天之下屬 |
| 馮子亮 | 郭振強 | Ken 行動A組警員 丁若寧、葉浩天之下屬 於第25集被鄭福田僱用的殺手開槍射傷，後無大礙 |
| 鄒兆霆 |        | 警員 |
| 何晉樂 |        | 警員 |
| 黃子桐 |        | 警員 |

#### 失蹤人口調查組
| 演員   | 角色   | 暱稱／關係                                              |
| 蕭正楠 | 葉浩天 | 葉Sir 督察 於第2集被調回毒品調查科 參見西九龍毒品調查科 |
| 趙樂賢 |        | 失蹤人口調查組警員                                      |
| 王致狄 |        | 失蹤人口調查組警員                                      |
| 林浩文 |        | 失蹤人口調查組警員                                      |
| 陳煒迪 |        | 失蹤人口調查組警員                                      |

#### 財富情報及調查科
| 演員   | 角色   | 暱稱／關係 |
| 曹永廉 | 楊尚榮 | 楊Sir 總督察 葉浩天之學堂同期 於第15集登場 於第20集自薦為臥底，向章琳提出合作洗黑錢 於第21集與文華及章琳達成協議，被要求拘捕鄭福田，並將三億現金留給文華與章琳 於第23集行動失敗，未能拘捕鄭福田且導致三億現金被燒毀 於第26集因被文華識穿其臥底身份而被對方買兇殺死 |
| 陳靖雲 | 王凱妍 | Irene 警員 楊尚榮之下屬 |
| 李嘉晉 | 李志森 | David 警員 楊尚榮之下屬 |
| 黎瑞業 |        | 財富調查組警員 |
| 區俊賢 |        | 財富調查組警員 |

#### 油麻地警署重案組
| 演員   | 角色   | 暱稱／關係 |
| 張國強 | 鄧 彪  | 鄧Sir、彪叔 警長 丁若寧之父 徐安樂之乾父，多次要求他不要接觸文華 文華之死敵 於第29集目睹丁若寧被炸死後悲痛欲絕 |
| 鄔嘉駿 | 陳 傑  | 警員 鄧彪之下屬                                                                                                |
| 曾海昌 | 李炳林 | 警員 鄧彪之下屬                                                                                                |
| 張詩欣 | 徐 笑  | 阿笑 警員 鄧彪之下屬                                                                                           |

#### 其他警察
| 演員   | 角色 | 暱稱／關係                                          |
| 陳諾忠 |      | 鑑證科警員                                          |
| 吳綺珊 |      | 鑑證科警員                                          |
| 劉倬昕 |      | 鑑證科警員                                          |
| 馮顯藝 |      | 軍裝警員                                            |
| 丁樂鍶 |      | 軍裝警員                                            |
| 崔錦棠 |      | 懲教署署長                                          |
| 陳俊堅 |      | 懲教署職員                                          |
| 姚宏遠 |      | 懲教署職員                                          |
| 施焯日 |      | 懲教署職員                                          |
| 伍禮騫 |      | 行動支援組警員                                      |
| 黃榮燊 |      | 行動支援組警員                                      |
| 鄭詠謙 |      | 行動支援組警員                                      |
| 蕭文諾 |      | 行動支援組警員                                      |
| 梁皓凱 |      | 拆彈組隊長 於第29集因在丁若寧車上拆彈失敗而爆炸身亡 |
| 余富根 |      | 拆彈組隊員                                          |
| 陳銳峰 |      | 拆彈組隊員                                          |
| 秦啟維 |      | 拆彈組隊員                                          |
| 曹銦玲 |      | 警員                                                |
| 何偉業 |      | 警員                                                |
| 郭浩皇 |      | 警員                                                |
| 黎寬怡 |      | 警員                                                |
| 劉頌鵬 |      | 警員                                                |
| 陸煥恆 |      | 警員                                                |
| 劉家聰 |      | 警員                                                |
| 劉嘉琪 |      | 公共關係科警員                                      |

### Adam & Co. 投資銀行
| 演員           | 角色        | 暱稱／關係 |
| 古天祥         | Mr. Solomon | 投行總監 任謹強、章琳之上司 |
| 煒 烈          | 任謹強      | KK 投行董事總經理，於第7集在章琳的脅迫下退休 章琳之上司，怕章琳功高蓋主而陷害她，後反被她與文華設局陷害 楊敬才之上司 |
| 黃芷晴（童年） | 章 琳       | Sarah 投行副總裁，於第7集升任董事總經理 愛錢如命 文華之前女友，當時僅為金錢而與其交往，十一年前曾懷上對方的孩子，後墮胎，並離開文華前往美國留學 在文華出獄後與其合作販毒，後對其重新建立感情 十一年前曾被文華安排由葉浩天保護，並暗戀葉浩天，後逐漸死心，但仍關心對方 丁若寧之情敵 徐安樂之合作對象 定期為富二代舉行軟性毒品派對，以控制他們及利用他們背後的人脈關係 於第3集登場 於第6集被任謹強陷害而一度被停職，後與文華設局威脅任謹強恢復其職位，並迫使任謹強提早退休 於第8集與文華及徐安樂達成販毒計劃，協助文華在股票市場洗黑錢，後以徐安樂的名義收購世代物流 於第10集被楊敬才發現自己偽造文件而被他勒索 第11集與文華企圖活埋楊敬才，後與他達成合作，實為利用他為替死鬼 於第16集交代在沈淑賢向她求助時建議對方找人為鄭福田頂罪，間接導致沈淑賢自盡 於第17集被杜飛脅持以威脅文華，後用磚頭砸暈杜飛 於第20集拒絕交出四千萬現金救徐安好，其後為扳倒鄭福田而投資一億與對方合作販毒 於第21集與文華勾結楊尚榮，要求他於警方行動拘捕鄭福田，並讓自己及文華取回三億現金 於第21集得知鄭福田指使老鬼派人殺害葉浩天，後於第22集趕到醫院通知對方時一同被追殺，後因警方趕到而無恙 於第23集失去虧空公款得來的一億現金，後因楊敬才威脅揭發洗黑錢而開車將他撞死 於第25集代理文華進行假毒品交易，並成功說服鄭福田放棄刺殺葉浩天 於第27集在文華指示下撞毀自己的車輛，以毀滅殺害楊敬才的證據 於第27集被葉浩天提出與警方合作，後以文華對自己真心相向為由拒絕 於第30集嘗試勸文華與自己潛逃泰國，但被文華拒絕，後被捕，並被葉浩天利用引文華出現，於同集入獄 |
| 胡定欣         | 章 琳       | Sarah 投行副總裁，於第7集升任董事總經理 愛錢如命 文華之前女友，當時僅為金錢而與其交往，十一年前曾懷上對方的孩子，後墮胎，並離開文華前往美國留學 在文華出獄後與其合作販毒，後對其重新建立感情 十一年前曾被文華安排由葉浩天保護，並暗戀葉浩天，後逐漸死心，但仍關心對方 丁若寧之情敵 徐安樂之合作對象 定期為富二代舉行軟性毒品派對，以控制他們及利用他們背後的人脈關係 於第3集登場 於第6集被任謹強陷害而一度被停職，後與文華設局威脅任謹強恢復其職位，並迫使任謹強提早退休 於第8集與文華及徐安樂達成販毒計劃，協助文華在股票市場洗黑錢，後以徐安樂的名義收購世代物流 於第10集被楊敬才發現自己偽造文件而被他勒索 第11集與文華企圖活埋楊敬才，後與他達成合作，實為利用他為替死鬼 於第16集交代在沈淑賢向她求助時建議對方找人為鄭福田頂罪，間接導致沈淑賢自盡 於第17集被杜飛脅持以威脅文華，後用磚頭砸暈杜飛 於第20集拒絕交出四千萬現金救徐安好，其後為扳倒鄭福田而投資一億與對方合作販毒 於第21集與文華勾結楊尚榮，要求他於警方行動拘捕鄭福田，並讓自己及文華取回三億現金 於第21集得知鄭福田指使老鬼派人殺害葉浩天，後於第22集趕到醫院通知對方時一同被追殺，後因警方趕到而無恙 於第23集失去虧空公款得來的一億現金，後因楊敬才威脅揭發洗黑錢而開車將他撞死 於第25集代理文華進行假毒品交易，並成功說服鄭福田放棄刺殺葉浩天 於第27集在文華指示下撞毀自己的車輛，以毀滅殺害楊敬才的證據 於第27集被葉浩天提出與警方合作，後以文華對自己真心相向為由拒絕 於第30集嘗試勸文華與自己潛逃泰國，但被文華拒絕，後被捕，並被葉浩天利用引文華出現，於同集入獄 |
| 林溥來         | 楊敬才      | Cyrus 投行高層 章琳之同事，在章琳升任為董事總經理為其下屬 與章琳爭鋒相對 於第10集發現章琳偽造文件的證據而勒索她 於第11集幾乎被文華及章琳活埋，後答應與他們合作洗黑錢（實為被二人利用當替死鬼） 於第23集被章琳安排當虧空一億公款的替死鬼，後因威脅揭發洗黑錢而被章琳開車撞死 於第24集被文華埋屍 於第27集其屍體被發現 |
| 郭柏妍         | 區子穎      | Wing、Wing 姐姐（徐安好專稱） 見習分析師（第9－20集） 徐安樂之鄰居兼青梅竹馬，與他有感情線 於第2集登場 於第6集因父親欠債跑路而搬家，與徐安樂兄妹居住 於第9集加入Adam & Co.，成為見習分析師 於第15集得知徐安樂為世代物流主席 於第20集得知徐安樂與文華及章琳合作販毒，後於同集辭職 於第25集協助徐安樂競投鄭福田的毒品 於第26集成為TNN網台財經記者 |
| 林俊其         | 梁望輝      | Mark 投行交易員 章琳之下屬 |
| 黎澤恩         | 呂嘉威      | Raymond 投行交易員 章琳之下屬 |
| 李紹堅         |             | 投行交易員 |
| 羅永健         |             | 投行交易員 |
| 蔡菀庭         |             | 投行交易員 |
| 黃凱琪         |             | 投行交易員 |
| 梁允瑜         |             | 投行交易員 |
| 莫韻諰         |             | 投行交易員 |
| 賴彥妤         |             | 投行交易員 |
| 葉浩洋         |             | 投行交易員 |
| 蕭百成         |             | 投行保安 |
| 黎文傑         |             | 投行保安 |

### TNN網台
| 演員   | 角色          | 暱稱／關係 |
| 區永權 | 邵宇軒        | Vincent 網台總監 蘇美琪之夫，後離婚 林可兒之上司兼情夫，於第7集分手，後與他不和 |
| 張寶兒 | 林可兒        | Chloe 記者，於第4集升任主播 邵宇軒之下屬兼情婦，於第7集分手 蘇美琪之情敵 徐安樂之好友，後暗戀他 區子穎之好友 於第1－4及27集訪問文華 於第10集得知徐安樂收購世代物流 於第25集協助徐安樂競投鄭福田的毒品 於第27集在她的車尾箱被發現藏有可卡因 於第28集被拘留，並被叶浩天利用説服徐安乐跟警方合作 於第29集被釋放 於第30集得知徐安樂為警方臥底 |
| 郭柏妍 | 區子穎        | Wing 財經組記者（第26集起） 林可兒之好友 於第26集搬家與林可兒居住 參見Adam & Co. 投資銀行 |
| 黃浩霆 | 吳偉文        | Man 林可兒之下屬 |
| 邵展鵬 | 蕭敏俊        | Ben 林可兒之下屬 |
| 梁雯蔚 |               | 主播 |
| 梁雯蔚 | 記者（第6集） | |
| 易智遠 |               | 職員 |
| 孟希璘 |               | 職員 |
| 簡思恩 |               | 記者 |
| 陳穎熙 |               | 記者 |
| 蔡子聰 |               | 記者 |
| 王嘉慧 |               | 記者 |
| 梁珈詠 |               | 財經記者 |

### 徐家
| 演員   | 角色   | 暱稱／關係 |
| 何廣沛 | 徐安樂 | 啞仔 外賣員／毒品拆家 世代物流主席（第8－20集） 在七歲時因吃了含有農藥的生日蛋糕而成為啞巴 徐安好同母異父之兄 鄧彪之義子 區子穎之鄰居兼青梅竹馬，與她有感情線 林可兒之好友，後為她暗戀對象 文華之合作對象，後為他的朋友，並被他視為家人 章琳之合作對象 於第2集登場，於同集起幫助章琳分銷毒品 於第8集與文華及章琳達成販毒計劃，於同集起成為世代物流主席，協助文華運毒 於第18集被警方要求合作調查，後決定退出與文華及章琳的合作 於第23集因徐安好喪生而大受打擊 於第24集嘗試向鄭福田尋仇，後被林可兒阻止 於第25集幫助文華競投鄭福田的毒品 於第27集被丁若寧提出與警方合作時拒絕她，後於第28集被葉浩天利用林可兒再次提出合作，於同集與文華再次合作販毒，實為擔任警方臥底 於第30集向文華坦白自己為警方臥底，並勸文華逃離但被其拒絕，後向警方自首，於同集入獄 |
| 鄭穎琳 | 徐安好 | 好好 10歲 小學生 徐安樂同母異父之妹 區子穎之好友 於第19集被鄭福田綁架以要脅文華 於第22集逃跑，並藏在車尾箱內 於第23集被困於車尾箱內，最後因汽車失事墮海而溺毙 |

### 鄭家
| 演員   | 角色   | 暱稱／關係 |
| 蔣志光 | 鄭福田 | 沈淑賢之夫 鄭芳芳、鄭婷婷、鄭敏敏之父 將沈淑賢之死歸咎於文華及警方 參見販毒集團 |
| 朱智賢 | 沈淑賢 | 鄭福田之妻 鄭芳芳、鄭婷婷、鄭敏敏之母 在文華出獄前被其利用向杜飛傳話 於第14集因鄭福田被取消保釋而向文華及章琳求助，並威脅揭發二人與杜飛販毒 於第15集為鄭福田頂罪，最後吸入過量一氧化碳自殺身亡 於第17集起在文華的幻覺中出現 |
| 丘子童 | 鄭芳芳 | 鄭福田、沈淑賢之長女 於第15集被沈淑賢送往台灣 |
| 丘梓穎 | 鄭婷婷 | 鄭福田、沈淑賢之次女 於第15集被沈淑賢送往台灣 |
| 吳熙兒 | 鄭敏敏 | 鄭福田、沈淑賢之幼女 於第15集被沈淑賢送往台灣 |
| 冼灝英 | 劉 全  | 全叔 鄭家管家 於第26集被文華收買，並協助其運走鄭福田的毒品，後按照文華吩咐透過地下錢莊轉帳予鄭福田之岳父，於同集因涉嫌洗黑錢被捕                                                                                            |
| 曾慧雲 |        | 鄭家管家 |
| 楊證樺 | 齊 哥  | 鄭福田之司機 |

### 其他演員
| 演員   | 角色                                         | 暱稱／關係 |
| 馬國明 | 平安哥                                       | 於第30集登場，並挖出文華生前埋下的錢，身份不明 （客串演出）                                                                                |
| 董敬文 | 鄭世昌                                       | Michael Cheng & Kwan律師樓合夥人 文華、杜飛、林可兒之代表律師 於第4集因吸食過量毒品而昏迷不醒，後被文華所救 於第16集受文華指使安排杜飛認罪 |
| 潘芳芳 | 馬麗娥                                       | Dr. Ma 法證事務部法醫 為葉浩天評估其心理狀況                                                                                               |
| 鄧永健 | 宋梓陽                                       | 油尖旺區議員 邀請文華在區議會會議分享毒品禍害                                                                                              |
| 利穎怡 | 蘇美琪                                       | Maggie 邵宇軒之妻，後離婚 林可兒之情敵 |
| 陳念君 |                                              | 鄭福田之教琴老師（第1、5集） |
| 陳念君 | 護士（第21集）                               | |
| 林家樂 |                                              | 手下（第1、5集） |
| 林家樂 | 富二代（第2、5、11、16－17集）               | |
| 林家樂 | 投行交易員（第3－4、6－8、15、18、20－21集） | |
| 林家樂 | 記者（第13集）                               | |
| 林家樂 | 客人（第19集）                               | |
| 吳兆麟 |                                              | 手下（第1、5、11－12、21集） |
| 吳兆麟 | 記者（第5－6、19集）                         | |
| 吳兆麟 | 刀手（第7集）                                | |
| 李梓謙 |                                              | 警員（第1、5集） |
| 李梓謙 | 工作人員（第4、7集）                         | |
| 李梓謙 | 酒保（第5、9、12集）                         | |
| 李梓謙 | 網台職員（第5、10、14集）                    | |
| 李梓謙 | 記者（第5、13集）                            | |
| 李梓謙 | 客人（第17集）                               | |
| 李梓謙 | 病人（第21集）                               | |
| 周嘉全 |                                              | 警員（第1、5、7、19集） |
| 周嘉全 | 青年人（第5集）                              | |
| 周嘉全 | 手下（第5－6集）                             | |
| 周嘉全 | 殺手（第21集）                               | |
| 陳煒迪 |                                              | 失蹤人口調查組警員（第1－2、5集） |
| 陳煒迪 | 工作人員（第4、7集）                         | |
| 陳煒迪 | 記者（第5－6、19集）                         | |
| 陳煒迪 | 網台職員（第14集）                           | |
| 陳煒迪 | 客人（第17集）                               | |
| 衛志豪 | 張律師                                       | 律師 鄭福田之代表律師（第2、8、10集） |
| 江富強 |                                              | 貨櫃場保安（第2、5集） |
| 江富強 | 病人（第5集）                                | |
| 江富強 | 手下（第5集）                                | |
| 江富強 | 街坊（第19集）                               | |
| 江富強 | 市民（第20集）                               | |
| 江富強 | 病人家屬（第21集）                           | |
| 黎康祺 |                                              | 記者（第2－6、19集） |
| 黎康祺 | 青年人（第5集）                              | |
| 黎康祺 | 主持（第17集）                               | |
| 黃瀅仴 |                                              | 記者（第2－6集） |
| 黃瀅仴 | 場記（第5集）                                | |
| 黃瀅仴 | 青年人（第5集）                              | |
| 黃瀅仴 | 客人（第9集）                                | |
| 劉芷玲 |                                              | 記者（第2－6、19集） |
| 劉芷玲 | 侍應（第5集）                                | |
| 劉芷玲 | 少女（第5集）                                | |
| 劉芷玲 | 客人（第14、17集）                           | |
| 黃潤成 |                                              | 記者（第2、5集） |
| 黃潤成 | 投行交易員（第5、15集）                      | |
| 黃潤成 | 醫生（第20－21集）                           | |
| 葉凱茵 |                                              | 會所職員（第2、4－5集） |
| 葉凱茵 | 經理（第5集）                                | |
| 冼子筠 |                                              | 護士（第2、5集） |
| 冼子筠 | 投行交易員（第3－9、15、18－21集）           | |
| 冼子筠 | 富二代（第5、16集）                          | |
| 區軒瑋 |                                              | 院長（第2、5集） |
| 鄭雋熹 |                                              | 富二代（第2、5、16－17集） |
| 鄧伊婷 |                                              | 富二代（第2、5集） |
| 梁凱晴 |                                              | 富二代（第2、4－5集） |
| 林可悅 | Elaine                                       | 富二代 陳元庚之侄女 於第18集幫助章琳串通口供（第2、5、11、16－18集）                                                                       |
| 彭翔翎 |                                              | 富二代（第2、5、11、16－17集） |
| 李芷晴 |                                              | 富二代（第2、5、11、16－17集） |
| 吳子冲 |                                              | 富二代（第2、5、11、16－17集） |
| 胡美貽 |                                              | 富二代 於第11集色誘楊敬才將其迷暈（第2、5、11、16－17集）                                                                                  |
| 丘梓謙 |                                              | 富二代（第2、4－5、11、16－17集） |
| 朱樂洺 |                                              | 富二代（第2、4－5、11、16－17集） |
| 李顯耀 |                                              | 富二代（第2、4－5、11、16－17集） |
| 李顯耀 | 手下（第5集）                                | |
| 李顯耀 | 醫生（第21集）                               | |
| 宋懿芳 |                                              | 富二代（第2、4－5、11、16－17集） |
| 宋懿芳 | 手下（第5－6、9、12、14、19、21集）          | |
| 黃一鳴 |                                              | 富二代（第2、4－5集） |
| 黃一鳴 | 侍應（第5集）                                | |
| 黃一鳴 | 青年人（第5集）                              | |
| 黃一鳴 | 手下（第5－7、9、10－12、20集）              | |
| 黃一鳴 | 槍手（第14、16集）                           | |
| 曾文心 |                                              | 富二代（第2、4－5、11、16－17集） |
| 曾文心 | 護士（第5、9集）                             | |
| 曾文心 | 客人（第5集）                                | |
| 曾文心 | 記者（第13集）                               | |
| 曾文心 | 病人家屬（第21集）                           | |
| 關楓馨 |                                              | 富二代（第2、4－5集） |
| 關楓馨 | 警員（第5、18集）                            | |
| 何佩珉 |                                              | 投行交易員 |
| 何佩珉 | 手下（第21集）                               | |
| 潘冠霖 |                                              | 投行交易員（第3－9、19－21集） |
| 潘冠霖 | 警員（第5集）                                | |
| 蔡尚晉 |                                              | 投行交易員（第3－9、19－20集） |
| 蔡尚晉 | 醫生（第5集）                                | |
| 蔡尚晉 | 青年人（第5集）                              | |
| 蔡尚晉 | 記者（第5、13集）                            | |
| 蔡尚晉 | 客人（第14集）                               | |
| 蔡尚晉 | 手下（第21集）                               | |
| 葉進康 |                                              | 投行交易員（第3－4、6－9、15、18－20集）                                                                                                   |
| 葉進康 | 客人（第14集）                               | |
| 葉進康 | 手下（第21集）                               | |
| 吳洛汶 |                                              | 投行交易員（第3－9、18－21集） |
| 吳洛汶 | 護士（第5集）                                | |
| 吳洛汶 | 青年人（第5集）                              | |
| 莫偉文 |                                              | 楓林賓館老闆（第3－5集） |
| 陳勉良 |                                              | 住客（第5集） |
| 鍾天濠 |                                              | 工作人員（第4、7集） |
| 鍾天濠 | 殺手（第21集）                               | |
| 張盈悅 |                                              | 工作人員（第4、7集） |
| 張盈悅 | 網台職員（第5、14集）                        | |
| 張盈悅 | 區議員（第13集）                             | |
| 張盈悅 | 客人（第17集）                               | |
| 張盈悅 | 護士（第21集）                               | |
| 羅雪妍 |                                              | 工作人員（第4、7集） |
| 羅雪妍 | 網台職員（第5、14集）                        | |
| 馬景華 |                                              | 手下（第4－5、20集） |
| 馬景華 | 記者（第6集）                                | |
| 馬景華 | 病人家屬（第21集）                           | |
| 徐文浩 |                                              | 手下（第4、20集） |
| 徐文浩 | 攝影師（第5、19集）                          | |
| 徐文浩 | 記者（第6集）                                | |
| 徐文浩 | 病人（第21集）                               | |
| 文峻瑋 |                                              | 拆彈組隊員（第5集） |
| 文峻瑋 | 手下（第5集）                                | |
| 胡敏芝 |                                              | 客人（第5、14、27集） |
| 胡敏芝 | 病人（第5集）                                | |
| 胡敏芝 | 少女（第5集）                                | |
| 關浩揚 |                                              | 搬運工人（第5集） |
| 關浩揚 | 投行交易員（第5、15集）                      | |
| 關浩揚 | 油尖旺區議員（第13集）                       | |
| 關浩揚 | 麻醉科醫生（第20集）                         | |
| 關浩揚 | 醫生（第21集）                               | |
| 郭海楓 |                                              | 投行交易員（第5、15集） |
| 郭海楓 | 搬運工人（第5集）                            | |
| 郭海楓 | 鑒證科警員（第17集）                         | |
| 蔡景行 |                                              | 財富調查組警員（第5、15－19、21集） |
| 蔡景行 | 客人（第5、14集）                            | |
| 湯之欣 |                                              | 財富調查組警員（第5、15－19、21集） |
| 湯之欣 | 客人（第14集）                               | |
| 周百恩 |                                              | 客人（第5集） |
| 周百恩 | 少男（第5集）                                | |
| 周百恩 | 手下（第5集）                                | |
| 周百恩 | 宋梓陽之助理（第11集）                       | |
| 葉衍佑 |                                              | 客人（第5、19集） |
| 葉衍佑 | 青少年（第5集）                              | |
| 葉衍佑 | 警員（第5、21集）                            | |
| 姚亦澧 |                                              | 醫生（第5－6、9、20集） |
| 關嘉敏 |                                              | 殺手 於第25集到警署刺殺葉浩天及丁若寧，但因鄭福田接受章琳的條件放棄刺殺計劃而終止行動（第5、25集）                                         |
| 吳卓衡 |                                              | 殺手 於第26集刺殺楊尚榮（第5、26集） |
| 陳欣茵 |                                              | 客人（第5集） |
| 陳欣茵 | 護士（第21集）                               | |
| 黃紫恩 |                                              | 客人（第5、9集） |
| 黃紫恩 | 護士（第21集）                               | |
| 陳嘉俊 |                                              | 少男（第5集） |
| 莫家淦 |                                              | 手下（第5集） |
| 魏惠文 |                                              | 手下（第5集） |
| 鄧美欣 |                                              | 店員（第5集） |
| 朱斐斐 |                                              | 富二代（第5、11、16－17集） |
| 麥皓兒 |                                              | 富二代（第5、11、16－17集） |
| 黃婧靈 |                                              | 新聞主播（第5、13集） |
| 黃婧靈 | 護士（第21集）                               | |
| 黃梓瑋 |                                              | 投行保安 |
| 黃梓瑋 | 市民（第20集）                               | |
| 繆家慶 |                                              | 刀手（第7集） |
| 繆家慶 | 殺手（第21集）                               | |
| 曾健明 | 顧 生                                        | 世代物流主席 於第8集同意賣出股份（第8集）                                                                                                  |
| 羅 鴻  |                                              | 世代物流員工（第8－9、13集） |
| 羅 鴻  | 街坊（第19集）                               | |
| 羅 鴻  | 市民（第20集）                               | |
| 陳家俊 |                                              | 道友（第11集） |
| 李啟傑 |                                              | 徐安樂之父 因妻子出軌而備受打擊，於徐安樂七歲生辰時，與他一同吃下含有農藥的生日蛋糕自殺身亡，並令徐安樂變成啞巴（第12集）                  |
| 鄧英敏 | 羅振聲                                       | 油尖旺區議會主席（第13集） |
| 蔡誌恩 |                                              | 油尖旺區議員（第13集） |
| 蕭麗芠 |                                              | 油尖旺區議員（第13集） |
| 蕭麗芠 | 護士（第21、22集）                           | |
| 譚淑瑩 |                                              | 油尖旺區議員（第13集） |
| 區靄玲 |                                              | 街坊（第19集） |
| 黃頌明 |                                              | 章琳之母（第15集） |
| 林慧君 |                                              | 客人（第17集） |
| 關偉倫 | 陳元庚                                       | 馬來西亞富商 元鋒集團主席 於第15集被林可兒謊稱為世代物流的幕後投資者 於第18集與章琳達成協議，假扮世代物流的幕後投資者（第18集）            |
| 梁百川 |                                              | 客人（第19集） |

## 歌曲
| 類別   | 歌曲         | 作曲           | 填詞   | 編曲               | 監製   | 主唱   |
| 主題曲 | 《怒火》     | 劉易昇         | 楊熙   | Freddie Lo         | 劉易昇 | 吳業坤 |
| 片尾曲 | 《城市迷霧》 | 谷婭溦、劉易昇 | 谷婭溦 | 劉易昇、Freddie Lo | 劉易昇 | 谷婭溦 |

## 記事
- 2021年12月22日：此劇開拍。
- 2022年2月24日：因電視城多人確診新冠肺炎，無綫電視宣佈由即日起暫停所有劇集拍攝。[5]
- 2022年3月22日：此劇劇組復工。
- 2022年6月11日：全劇煞科。
- 2023年7月27日：此劇於將軍澳創新園駿才街77號電視廣播城二廠舉行「強人對決 一觸即發」宣傳活動。[6]
- 2023年7月30日：此劇於將軍澳貿業路8號MCP DISCOVERY L1 Atrium B舉行「正邪難分 全城戒備」宣傳活動。[7]
- 2023年8月7日：此劇於深水埗欽州街37K號西九龍中心一樓大堂舉行「強人『動』起來」宣傳活動。[8][9]
- 2023年8月17日：此劇於油塘高超道38號油塘大本型商場地下中庭舉行「向毒品Say No」宣傳活動。[10][11]
- 2023年8月29日：此劇於荃灣楊屋道1號荃新天地一期地下戶外花園廣場舉行「邪不能勝正？」宣傳活動。[12]
- 2023年9月5日：此劇於將軍澳創新園駿才街77號電視廣播城一廠Common Room舉行「終極命運」宣傳活動。[13]
- 2023年9月8日：劇組於銅鑼灣波斯富街99號利舞臺廣場5樓星海薈舉行「演員同賞大結局」宣傳活動。

## 收視

### 每週收視列表
| 集數   | 日期                   | 電視平均直播收視率 | 跨平台直播最高收視率 | 備註   |
| 01－05 | 2023年7月31日－8月4日  | 19.8點             | 21.4點               | [ 14 ] |
| 06－10 | 2023年8月7日－8月11日  | 20.8點             | 23.6點               | [ 15 ] |
| 11－15 | 2023年8月14日－8月18日 | 20.8點             | 22.4點               | [ 16 ] |
| 16－20 | 2023年8月21日－8月25日 | 21.3點             | 23.6點               | [ 17 ] |
| 21－25 | 2023年8月28日－9月1日  | 23.4點             | 28.0點               | [ 18 ] |
| 26－30 | 2023年9月4日－9月8日   | 23.2點             | 26.9點               |        |
| 全劇   | 全劇                   | 21.55點            | 28.0點               |        |

## 獎項
- 《破毒強人》在「紐約電視電影節2024」上，奪得「最佳導演」銅獎。[19]
- 羅永賢在「亞洲影藝創意大獎2024」全國冠軍上，奪得「最佳導演(劇情)」。[20]

- 胡定欣在「亞洲影藝創意大獎2024」全國冠軍上，奪得「最佳女主角」。[20]

| 年份 | 頒獎典禮             | 獎項                    | 入圍者                   | 結果 |
| ---- | -------------------- | ----------------------- | ------------------------ | ---- |
| 2024 | 萬千星輝頒獎典禮2023 | 最佳劇集                | 《破毒強人》             | 提名 |
| 2024 | 萬千星輝頒獎典禮2023 | 最佳男主角              | 陳豪                     | 獲獎 |
| 2024 | 萬千星輝頒獎典禮2023 | 最佳男主角              | 蕭正楠                   | 提名 |
| 2024 | 萬千星輝頒獎典禮2023 | 最佳女主角              | 胡定欣                   | 提名 |
| 2024 | 萬千星輝頒獎典禮2023 | 最佳女主角              | 張曦雯                   | 提名 |
| 2024 | 萬千星輝頒獎典禮2023 | 最佳男配角              | 何廣沛                   | 提名 |
| 2024 | 萬千星輝頒獎典禮2023 | 最佳男配角              | 馬貫東                   | 提名 |
| 2024 | 萬千星輝頒獎典禮2023 | 最佳男配角              | 曹永廉                   | 提名 |
| 2024 | 萬千星輝頒獎典禮2023 | 最佳女配角              | 張寶兒                   | 提名 |
| 2024 | 萬千星輝頒獎典禮2023 | 最佳女配角              | 郭柏妍                   | 提名 |
| 2024 | 萬千星輝頒獎典禮2023 | 飛躍進步男藝員          | 馬貫東                   | 獲獎 |
| 2024 | 萬千星輝頒獎典禮2023 | 飛躍進步男藝員          | 容天佑                   | 提名 |
| 2024 | 萬千星輝頒獎典禮2023 | 最佳電視歌曲            | 怒火（主唱：吳業坤）     | 提名 |
| 2024 | 萬千星輝頒獎典禮2023 | 最佳電視歌曲            | 城市迷霧（主唱：谷婭溦） | 提名 |
| 2024 | 萬千星輝頒獎典禮2023 | 大灣區最喜愛TVB劇集     | 《破毒強人》             | 提名 |
| 2024 | 萬千星輝頒獎典禮2023 | 大灣區最喜愛TVB男主角   | 陳豪                     | 提名 |
| 2024 | 萬千星輝頒獎典禮2023 | 大灣區最喜愛TVB男主角   | 蕭正楠                   | 提名 |
| 2024 | 萬千星輝頒獎典禮2023 | 大灣區最喜愛TVB女主角   | 胡定欣                   | 提名 |
| 2024 | 萬千星輝頒獎典禮2023 | 馬來西亞最喜愛TVB劇集   | 《破毒強人》             | 提名 |
| 2024 | 萬千星輝頒獎典禮2023 | 馬來西亞最喜愛TVB男主角 | 陳豪                     | 提名 |
| 2024 | 萬千星輝頒獎典禮2023 | 馬來西亞最喜愛TVB女主角 | 胡定欣                   | 提名 |

## 外部連結
- 豆瓣电影上《破毒強人》的資料 （简体中文）
- 互联网电影数据库（IMDb）上《破毒強人》的资料（英文）
- 《破毒強人》正邪毒戰 一觸即發 - TVB Weekly （页面存档备份，存于）
- 《破毒強人》 北美官方TVB網上串流平台TVBAnywhere免費點播！（页面存档备份，存于）
- Sundaykiss《破毒強人》30集全劇透
- Gimy TV《破毒強人》線上看

## 電視節目的變遷
| 香港 無綫電視翡翠台 星期一至五 20:30－21:30 | 香港 無綫電視翡翠台 星期一至五 20:30－21:30    | 香港 無綫電視翡翠台 星期一至五 20:30－21:30 |
| ------------------------------------------- | ---------------------------------------------- | ------------------------------------------- |
|                                             | 破毒強人 （2023年7月31日－2023年9月8日）       |                                             |
| 靈戲逼人 （2023年7月3日－2023年7月28日）    | 你好，我的大夫 (2023年9月11日- 2023年10月13日) |                                             |

| 马来西亚 Astro AOD、翡翠台 星期一至五 20:30－21:30 | 马来西亚 Astro AOD、翡翠台 星期一至五 20:30－21:30 | 马来西亚 Astro AOD、翡翠台 星期一至五 20:30－21:30 |
| -------------------------------------------------- | -------------------------------------------------- | -------------------------------------------------- |
|                                                    | 破毒強人 （2023年7月31日－2023年9月8日）           |                                                    |
| 靈戲逼人 （2023年7月3日－2023年7月28日）           | 你好，我的大夫 (2023年9月11日- 2023年10月13日)     |                                                    |

| 新加坡 翡翠台 星期一至五 20:30－21:30    | 新加坡 翡翠台 星期一至五 20:30－21:30          | 新加坡 翡翠台 星期一至五 20:30－21:30 |
| ---------------------------------------- | ---------------------------------------------- | ------------------------------------- |
|                                          | 破毒強人 （2023年7月31日－2023年9月8日）       |                                       |
| 靈戲逼人 （2023年7月3日－2023年7月28日） | 你好，我的大夫 (2023年9月11日- 2023年10月13日) |                                       |

| 美国 TVB1 星期一至五 黃金劇場 東岸時間 20:00－21:00 | 美国 TVB1 星期一至五 黃金劇場 東岸時間 20:00－21:00  | 美国 TVB1 星期一至五 黃金劇場 東岸時間 20:00－21:00 |
| --------------------------------------------------- | ---------------------------------------------------- | --------------------------------------------------- |
|                                                     | 破毒強人 （2023年7月31日－2023年9月8日）             |                                                     |
| 靈戲逼人 （2023年7月3日－2023年7月28日）            | 劇集: 你好，我的大夫 (2023年9月11日- 2023年10月13日) |                                                     |

| 加拿大 新時代電視2高清台 西岸時間／溫哥華 星期一至五 16:30－17:30 | 加拿大 新時代電視2高清台 西岸時間／溫哥華 星期一至五 16:30－17:30 | 加拿大 新時代電視2高清台 西岸時間／溫哥華 星期一至五 16:30－17:30 |
| ----------------------------------------------------------------- | ----------------------------------------------------------------- | ----------------------------------------------------------------- |
|                                                                   | 破毒強人 （2023年7月31日－2023年9月8日）                          |                                                                   |
| 靈戲逼人 （2023年7月3日－2023年7月28日）                          | 你好，我的大夫 (2023年9月11日- 2023年10月13日)                    |                                                                   |
| 東岸時間／多倫多 星期一至五 19:30－20:30                          |                                                                   |                                                                   |
| 靈戲逼人 （2023年7月3日－2023年7月28日）                          | 破毒強人 （2023年7月31日－2023年9月8日）                          | 你好，我的大夫 (2023年9月11日- 2023年10月13日)                    |

| 翡翠台香港時區 星期一至五 20:30－21:30   | 翡翠台香港時區 星期一至五 20:30－21:30         | 翡翠台香港時區 星期一至五 20:30－21:30 |
| ---------------------------------------- | ---------------------------------------------- | -------------------------------------- |
|                                          | 破毒強人 （2023年7月31日－2023年9月8日）       |                                        |
| 靈戲逼人 （2023年7月3日－2023年7月28日） | 你好，我的大夫 (2023年9月11日- 2023年10月13日) |                                        |

| 翡翠台 星期二至六 20:30－21:30           | 翡翠台 星期二至六 20:30－21:30                  | 翡翠台 星期二至六 20:30－21:30 |
| ---------------------------------------- | ----------------------------------------------- | ------------------------------ |
|                                          | 破毒強人 （2023年8月1日－2023年9月9日）         |                                |
| 靈戲逼人 （2023年7月4日－2023年7月29日） | 你好，我的大夫 (2023年9月12日 - 2023年10月14日) |                                |

| 新加坡 HUB娛家戲劇台 星期一至五 19:00－20:00 | 新加坡 HUB娛家戲劇台 星期一至五 19:00－20:00   | 新加坡 HUB娛家戲劇台 星期一至五 19:00－20:00 |
| -------------------------------------------- | ---------------------------------------------- | -------------------------------------------- |
|                                              | 破毒強人 （2024年1月29日－2024年3月8日）       |                                              |
| 靈戲逼人 （2024年1月1日－2024年1月26日）     | 你好，我的大夫 (2024年3月11日 - 2024年4月12日) |                                              |

| 马来西亚 八度空间 TVB之最 星期一至五 19:00-19:58 | 马来西亚 八度空间 TVB之最 星期一至五 19:00-19:58 | 马来西亚 八度空间 TVB之最 星期一至五 19:00-19:58 |
| ------------------------------------------------ | ------------------------------------------------ | ------------------------------------------------ |
|                                                  | 破毒強人 （2024年9月16日－2024年10月25日）       |                                                  |
| 新闻女王 （2024年8月9日－2024年9月13日）         | 疊影狙擊 （2024年10月28日－2024年11月28日）      |                                                  |